# Meylan Grenoble Handibasket
Le Meylan Grenoble Handibasket (MGH) est un club d'handibasket de Meylan (banlieue de Grenoble), fondé en 1982. Le club a inscrit deux équipes au championnat de France, l'équipe 1 en Nationale A et l'équipe 2 en Nationale 2.
Son équipe première a terminé la saison régulière du championnat de France de Nationale A 2012-13 à la 5e place, échouant de peu contre Toulouse pour accéder aux demi-finales.

## Palmarès
International
- Coupe des Clubs Champions (EuroCup 1) :
  - 1999 :  3e place
- Coupe Willi Brinkmann (EuroCup 3) :
  - 2013 : 5e place[3]
- Challenge Cup (EuroCup 4) :
  - 2012 : 5e place[4]
  - 2014 : 8e place[5]
  - 2015 : 7e place[6]

National
- Vice-champion de France Nationale 1A : 1998
- Champion de France Nationale 1B : 1984, 1989, 2009
- Vice-champion de France Nationale 1B : 2007, 2017